# アイス・エイジ3/ティラノのおとしもの
『アイス・エイジ3/ティラノのおとしもの』（原題: Ice Age: Dawn of the Dinosaurs）は、2009年のアメリカ合衆国のアニメーション映画。20世紀フォックス・アニメーションとブルースカイ・スタジオの製でカルロス・サルダーニャが監督を務めた。

## あらすじ
氷河期に暮らす、マンモスのマニーを筆頭とした哺乳類の異種混合小グループ。しかし、マニーの妻エリーの妊娠や、サーベルタイガーのディエゴが抱える悩みなどから、群れはまとまりを失い始めていた。そんなある日、オオナマケモノのシドは3個の卵を発見する。卵からはとうに絶滅したはずの恐竜ティラノサウルスが孵化。3頭の子供のティラノを可愛がるシドだが、そこに母親ティラノが現れ、子供たちとシドを連れ去った。マニーら一行はシドを取り戻すべく、地底にある恐竜の世界へ旅立つ。

## キャラクター
マニー（マンフレッド）
声 - レイ・ロマーノ、日本語吹替 - 山寺宏一
マンモス。
妻エリーの妊娠に喜びと期待を抱く余り、仲間達（特にシド）との間に溝が生まれることになる。
シド
声 - ジョン・レグイザモ、日本語吹替 - 太田光
ノスロテリウム（オオナマケモノの仲間）。
マニー一家を羨ましく思い、自分も家族を持ちたがる。
ひょんなことからティラノサウルスの卵を発見、養育しようとするが母親にドロボーと勘違いされ、連れて行かれる。
ディエゴ
声 - デニス・リアリー、日本語吹替 - 竹中直人
スミロドン。
自らの捕食者(肉食獣)としての能力に自信を失い、群れからの離脱を決意するがシドがさらわれたことを知り、マニーとともに行動する。
スクラット
声 - クリス・ウェッジ
ドングリを追い求め続ける、本シリーズのマスコット。
本作では、ドングリと異性との間で揺れることに。
スクラッティ
声 - キャレン・ディッシャー 
スクラットと同種の雌。
ドングリ一筋のスクラットを魅了する。
エリー
声 - クイーン・ラティファ、日本語吹替 - 豊口めぐみ
マンモスの雌。
マニーとの間に子供を授かる。妻の妊娠に浮き立つ夫とは異なり、物腰は落ち着いている。また周囲から煙がられているシドに対して優しく接する数少ない人物である。
エディ
声 - ジョシュ・ペック、日本語吹替 - 片桐真衣
フクロネズミ（オポッサム）。クラッシュの兄弟。
クラッシュとの騒がしいやりとりは相変わらず。
クラッシュ
声 - ショーン・ウィリアム・スコット、ジェームズ・アーノルド・テイラー（一部のみ）、日本語吹替 - 永澤菜教
フクロネズミ。エディの兄弟。
エディと共にバックを尊敬し奮闘する。
バック
声 - サイモン・ペグ、日本語吹替 - 岩崎ひろし
隻眼のイタチ。冒険家。
相当な変わり者だが協力的。シドを探しに地底世界へやってきた一行のガイドを務める。自分の片目を奪った肉食恐竜の牙から作ったナイフを愛用する。
ティラノキッズ
シドが拾った卵からかえったティラノサウルスの三兄弟。
孵化して初めて目にしたシドを慕う。無邪気だが怪力の持ち主。
ティラノママ
シドが拾った卵の本当の母親。
我が子を探しに地底の世界から地上へやってきた。
ルーディー
ワニのような面長の頭部を持つ、超巨大な肉食恐竜。ティラノサウルスさえも恐れる存在で、バックの永遠のライバル。
アンキロサウルス
草食恐竜だが気が荒い。
グアンロン
小型の肉食恐竜。出産中のエリーを群れで襲う。
ミクロラプトル・グイ
ティラノサウルスの餌にされかける。
ニクトサウルス
翼竜。バックたちが背に乗り操縦する。
- その他の声の吹き替え：肥後マコト／成瀬誠／瑚海みどり／根本圭子／水落幸子／田野めぐみ／中友子／世戸さおり／長尾雅世／的場加恵